# Портрет Тимофея Ивановича Збиевского
«Портрет Тимофея Ивановича Збиевского» — картина Джорджа Доу и его мастерской, при участии Томаса Райта, из Военной галереи Зимнего дворца.
Картина представляет собой погрудный портрет генерал-майора Тимофея Ивановича Збиевского из состава Военной галереи Зимнего дворца.
Во время Отечественной войны 1812 года генерал-майор Збиевский был шефом Мингрельского пехотного полка и находился в Дунайской армии адмирала Чичагова, был в боях под Брест-Литовском. Во время Заграничных походов участвовал в боях в Силезии, Саксонии и Пруссии, завершил эту кампанию при осаде Гамбурга.
Изображён в генеральском мундире, введённом для пехотных генералов 7 мая 1817 года. Слева из-под эполета видна звезда ордена Св. Анны 1-й степени; на шее крест ордена Св. Владимира 3-й степени; справа серебряная медаль «В память Отечественной войны 1812 года» на Андреевской ленте, бронзовая дворянская медаль «В память Отечественной войны 1812 года» на Владимирской ленте и золотой крест за взятие Праги — этот крест изображён ошибочно вместо золотого креста за взятие Измаила. Не изображены ордена Св. Георгия 4-й степени и 3-й степени, которыми Збиевский был награждён соответственно 29 января 1806 года за Аустерлицкое сражение и 23 августа 1811 года за бой под Рущуком. С тыльной стороны картины надпись: г м Збiевскiй. Подпись на раме: Т. И. Збiевскiй, Генералъ Маiоръ.
7 августа 1820 года Комитетом Главного штаба по аттестации Збиевский был включён в список «генералов, заслуживающих быть написанными в галерею» и 28 февраля 1823 года император Александр I повелел написать портрет для Военной галереи. 10 августа 1825 года Доу получил часть гонорара за этот портрет, однако картину не закончил, и работа оставалась в мастерской. После смерти Доу картину заканчивал его зять Томас Райт и 22 декабря 1832 года сдал её в Эрмитаж; оставшаяся часть гонорара в размере 1000 рублей Райту была выплачена в мае 1833 года.
В 1840-е годы в мастерской И. П. Песоцкого с портрета была сделана литография, опубликованная в книге «Император Александр I и его сподвижники» и впоследствии неоднократно репродуцированная.